# Hemerocallis fulva

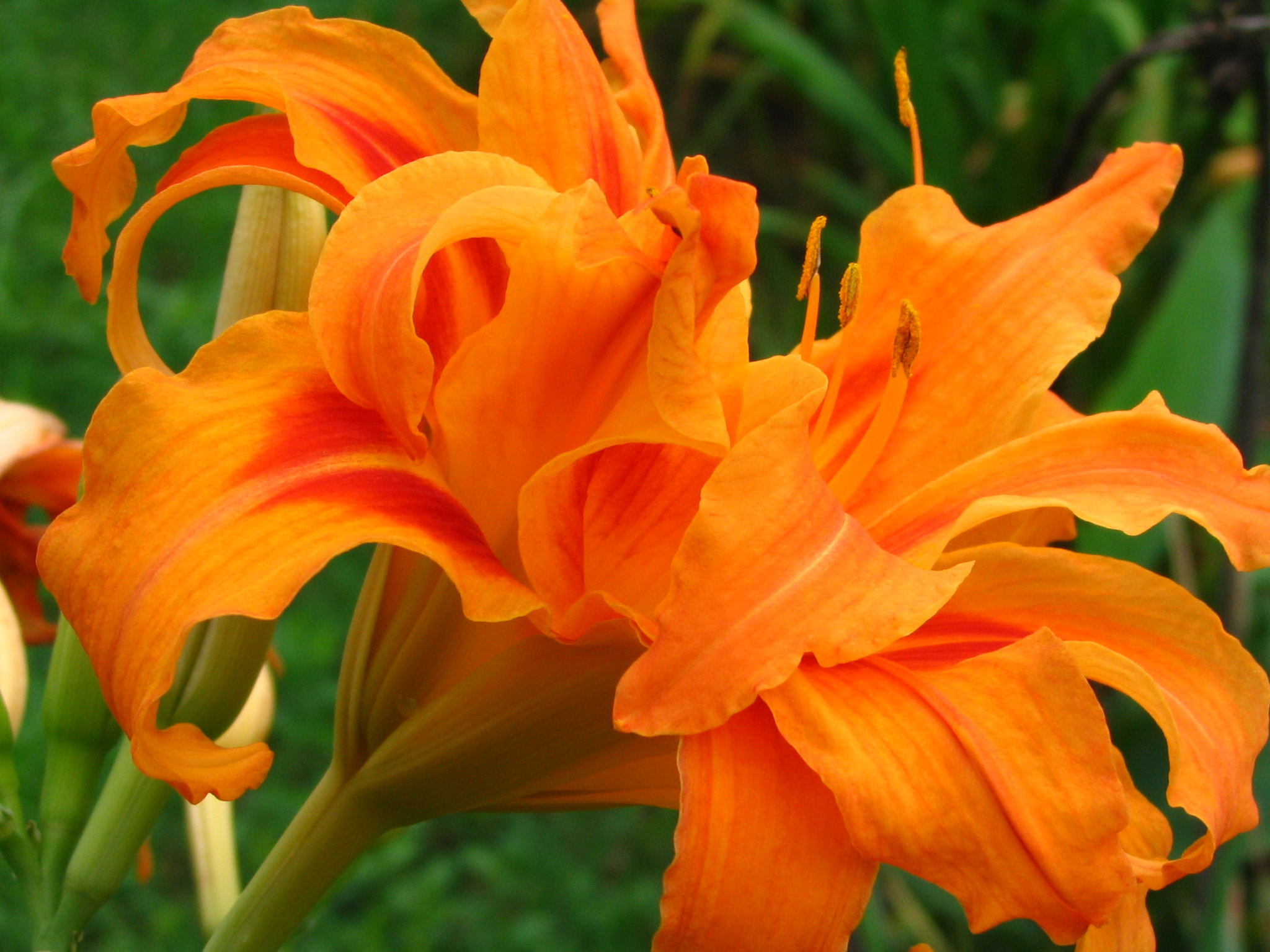
Hemerocallis fulva 'Kwanso

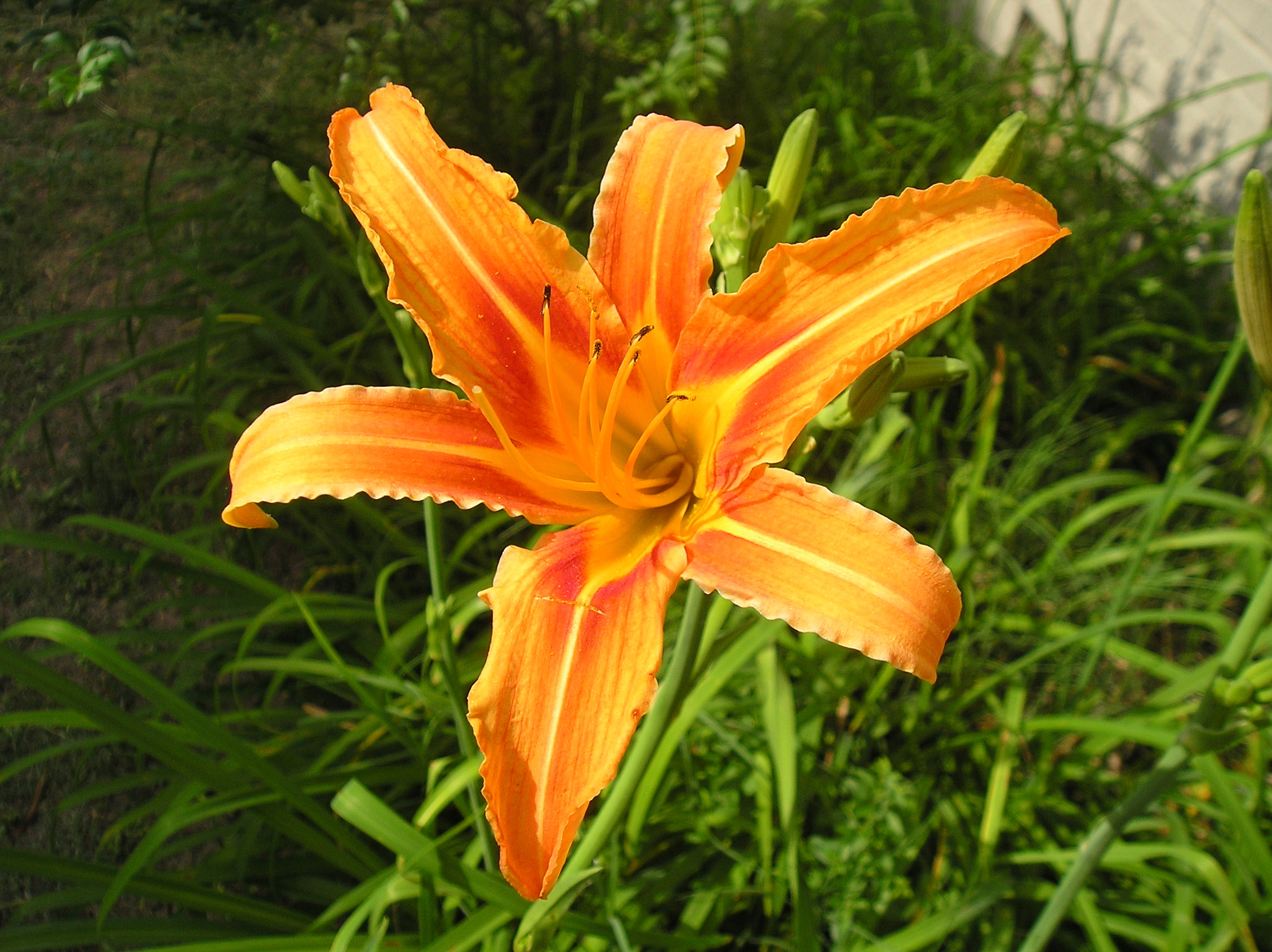
Hemerocallis fulva "Europa"

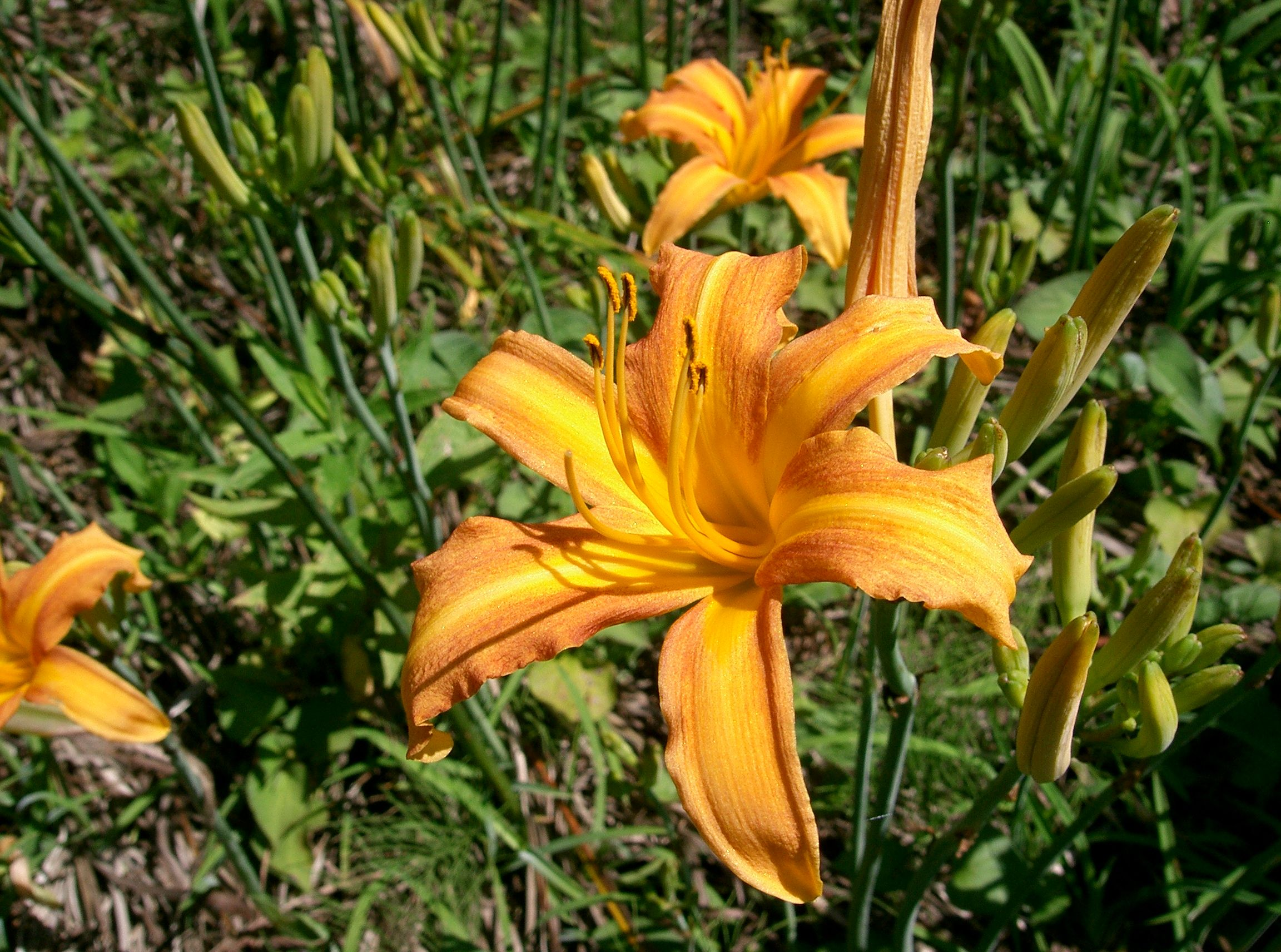
Hemerocallis fulva var. longituba

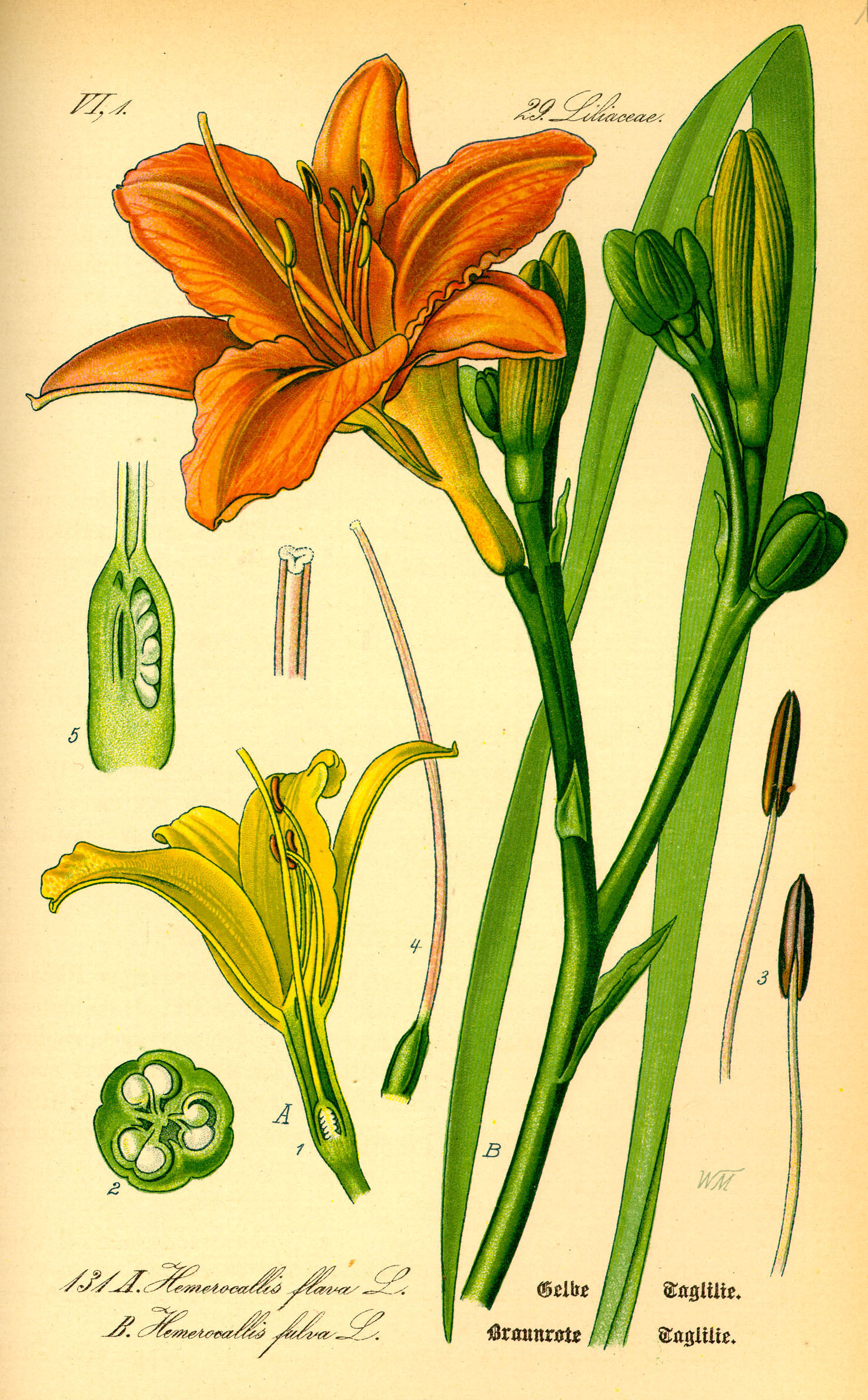
Ilustração de flores e verticilos de Hemerocallis fulva (A) H. flava (sin.: H. lilioasphodelus), (B) H. fulva. (1) Flor em corte longitudinal. (2) ovário em corte transversal, se observam os três lóculos e as duas fileiras de óvulos por lóculo, (3) anteras em vista ventral e dorsal, (4) pistilo, (5) ovário em corte longitudinal

Hemerocallis fulva L. é uma das espécies comumente denominadas lírios de um dia, apesar de não ser um lírio verdadeiro (gênero Lilium, família Liliaceae). Essa designação faz referência à permanência das flores produzidas pelas espécies do gênero Hemerocallis, que não duram mais de um dia. As flores da maioria das espécies desabrocham pela manhã e murcham pela noite, sendo substituídas por uma ou mais flores na mesma inflorescência no dia seguinte. Isso se deve ao longo período de floração de uma mesma planta. Se trata de uma espécie herbácea, duradoura e rizomatosa pertencente ao gênero Hemerocallis e à família  Hemerocallidaceae. É uma espécie nativa do Japão.

## Descrição
Hemerocallis fulva é uma planta herbácea, duradoura, caducifólia e rizomatosa.
- Caule: Tipo rizoma, sua porção subterrânea é carnuda e une sucessivos brotos. A porção aérea origina-se do bulbo e pode atingir de 40 a 150 cm de altura.
- Folhas: Tem cor verde brilhante, são lineares, paralelinérvias e crescem arqueadas e pendentes. O comprimento é de 50–90 cm e a lagura 1–2,8 cm.
- Flores: Apresentam coloração que mescla o vermelho e o alaranjado, com a nervura central das tépalas em aparelo pálido. Crescem reunidas no ápice de uma haste (em inflorescências) e tem 5–12 cm de diâmetro.
- Frutos: Originam-se do ovário e são, portanto, triloculares. Tem 2–2,5 cm de comprimento e 1,2–1,5 cm de largura e se abrem quando maduros para liberar as sementes

## Variedades
Em algumas variedades, a coloração e o formato das flores podem variar. Nas variedades Hemerocallis fulva Kwanso e Hemerocallis fulva Flore Pleno as flores são mais volumosas, tendo tépalas com dobras periféricas e em maior número, enquanto a espécie Hemerocallis fulva rosea apresenta flores de cor rosada. Nas variedades "Kwanso" e "Europa", pode-se observar inclusive diferenças no modo de reprodução, que é assexuado (uma vez que são estéreis) e se faz por meio dos rizomas (multiplicação vegetativa), originando clones triplóides (n=33).
As Hemerocallis fulva tem contribuído com várias características encontradas nos híbridos atuais de Hemerocallis como, por exemplo, tépalas arqueadas com dobras na periferia e com nervura central de coloração mais clara. Algumas variedades dessa espécie podem produzir até 100 flores por haste de inflorescência.

## Cultivo
São apreciadas para jardinagem e paisagismo devido à vivacidade e contraste da cor de suas flores quando cultivadas em grupos. Mesmo quando não estão em sua época de floração, sua folhagem proporciona uma composição interessante para decoração. Também são utilizadas para se evitar a erosão quando plantadas em declives. É uma planta pouco exigente, bastando para seu cultivo um solo bem drenado e a exposição total ao sol. É tolerante à solos pobres, à climas muito quentes (verões rigorosos) e à falta de umidade. Pode ser plantada em bordaduras ou conjuntos isolados. Sua multiplicação é feita facilmente por meio da divisão de touceira (reprodução assexuada). As mudas devem ser colocadas em recipientes individuais e em locais protegidos. A manutenção é feita controlando-se a densidade da população cultivada e removendo as hastes de inflorescência no término da floração.
Atualmente, é muito difícil encontrar a Hemerocallis fulva no comércio, uma vez que a espécie está sendo progressivamente substituídas por híbridos modernos de Hemerocallis. Essa planta já está naturalizada em várias partes do mundo.

## Sinônimos
- H. crocea (Lamarck, 1799)
- H. flava (Suter)H. Lilio Asphodelus fulvus (Linné, 1753)
- Asphodelus liliaceus rubens (Theodor, 1590)
- Lilioasphodelus phoenicus (Pena & de L'Obel, 1570)

## Outras espécies deHemerocallis
| - Hemerocallis altissima - Stout - Hemerocallis aurantiaca - Baker - Hemerocallis citrina - Baroni - Hemerocallis coreana - Nakai - Hemerocallis darrowiana - S.Y.Hu - Hemerocallis dumortierii - Morr - Hemerocallis esculenta - Koidz. - Hemerocallis exaltata - Stout - Hemerocallis forrestii - Diels - Hemerocallis fulva - L. - Hemerocallis graminea - Andrews - Hemerocallis hakuunensis - Nakai | - Hemerocallis hongdoensis - M.G.Chung & S.S.Kang - Hemerocallis lilioasphodelus - L. - Hemerocallis micrantha - Nakai - Hemerocallis middendorffii - Trautv. & Mey. - Hemerocallis minor - Mill. - Hemerocallis multiflora - Stout - Hemerocallis nana - W.W.Sm. & Forrest - Hemerocallis pedicellata - Nakai - Hemerocallis plicata - Stapf - Hemerocallis taeanensis - S.S.Kang & M.G.Chung - Hemerocallis thunbergii - Baker - Hemerocallis yezoensis - Hara |

## Ligações Externas
- Commons
- Wikispecies

- Juerg Plodeck. Imagens de várias espécies de Hemerocallis em Hemerocallis Europa.()
- (em alemão) PPP-Index
- (em inglês) USDA Plants Database
- (em inglês) The American Hemerocallis Society
- (em alemão) Híbridos de Hemerocallis
- (em inglês) The American Hemerocallis Society
- (em inglês) Australian Daylily Society
- (em inglês) Espécies de Hemerocallis